# Convertor digital-analog

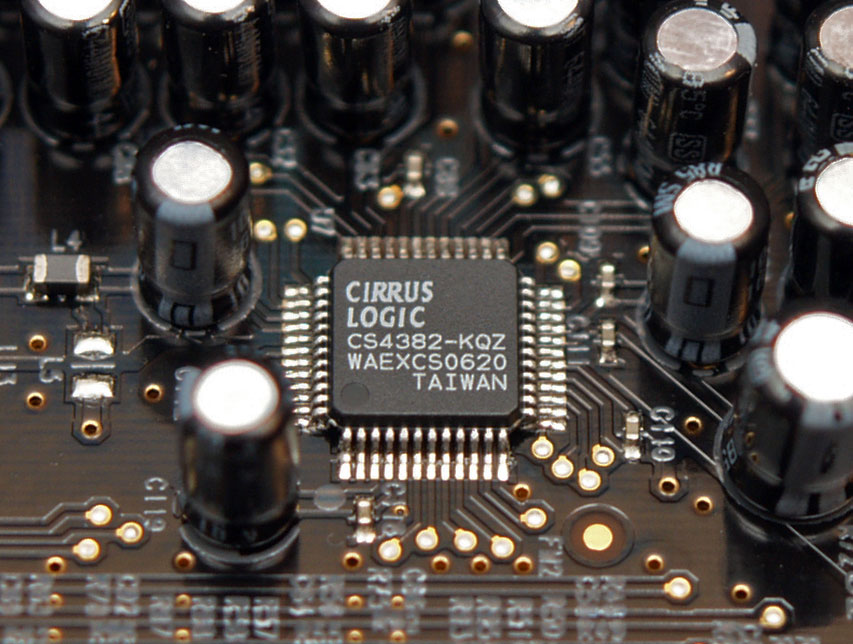
Convertor digital-analogic cu 8 canale Cirrus Logic CS4382 așa cum este utilizat pe o placă de sunet

Deși denumirea convertor digital-analog, provenită dintr-o traducere ad litteram din engleză digital-to-analog converter, este frecventă în limba română, termenul corect este convertor digital-analogic. El este un sistem care convertește semnalele digitale în semnale analogice. Sistemul poate fi întâlnit în limbajul tehnic și sub forma abrevierilor DAC, D/A, D2A sau D-to-A. Sistemul ADC (analog-to-digital converter) îndeplinește sarcina inversă, de a converti semnalele analogice în semnale digitale. Există mai multe versiuni în ce privește arhitectura DAC-ului. Compatibilitatea sistemului DAC pentru o anumită sarcină este determinată de valoarea unității de măsură a performanței acesteia în termeni precum rezoluția și eșantionarea. Conversiunea realizată prin digital-to-analog converter poate degrada un semnal, așadar ar trebui să specifice faptul că DAC-ul poate crea erori nesemnificative în termenii de funcționare a aplicației.
Sistemele DAC sunt utilizate în mod frecvent la aparate de tipul musical player pentru a converti conținutul digital în semnale analogice audio. Acestea mai sunt întrebuințate și la televizoare și telefoane mobile cu scopul de a converti conținutul video în semnale analogice audio care, odată conectate la placa de imagine, pot proiecta imagini monocrome sau în culori. Aceste aplicații joacă roluri în ce privește îmbinarea frecvenței cu rezoluția. Sistemul DAC audio este de frecvență joasă, în timp ce sistemele DAC pentru video au frecvență înaltă sau mică spre medie.
Datorită complexității și nevoii de potrivire precisă a componentelor, cele mai multe DAC-uri specializate au implementat circuite integrate (ICs-uri). DAC-urile distincte sunt cele care, în general, au rezoluție joasă, viteză mare și consumă multă putere, precum cele întrebuințate în domeniul militar de sistemele radar.  Echipamentele de viteză foarte mare, cum sunt osciloscoapele, de asemenea pot necesita sisteme DAC distincte. 

## Utilizare
DAC este întotdeauna utilizat în sistemele de telecomunicații și sistemele de control. De exemplu:
- În sistemele de redare audio;
- În afișaje;
- Formarea unui semnal de informație pentru mixere și generatoare controlate;
- În sistemele de gestionare a motorului;
- În sistemele de sinteză digitală directă (DDS - Sintetizator digital direct);

## Galerie foto

Exemplu  de circuite integrate cu funcția de Convertor digital la analogic
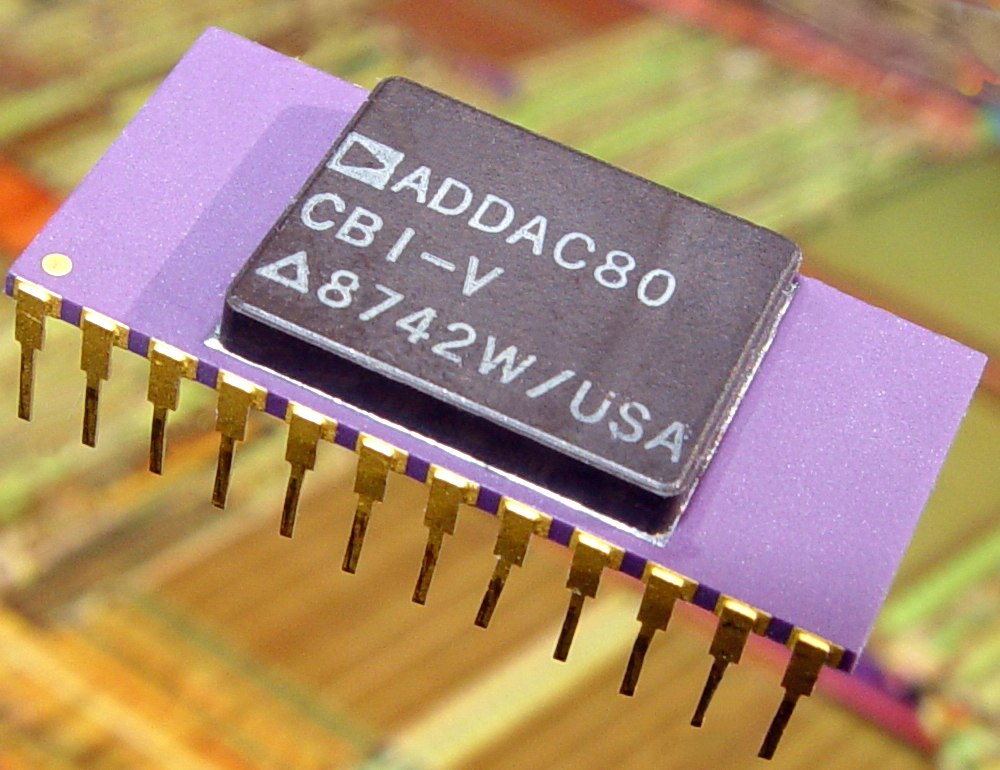
ADDAC80  Convertor digital la analogic pe 12-biți fabricat de Analog Devices
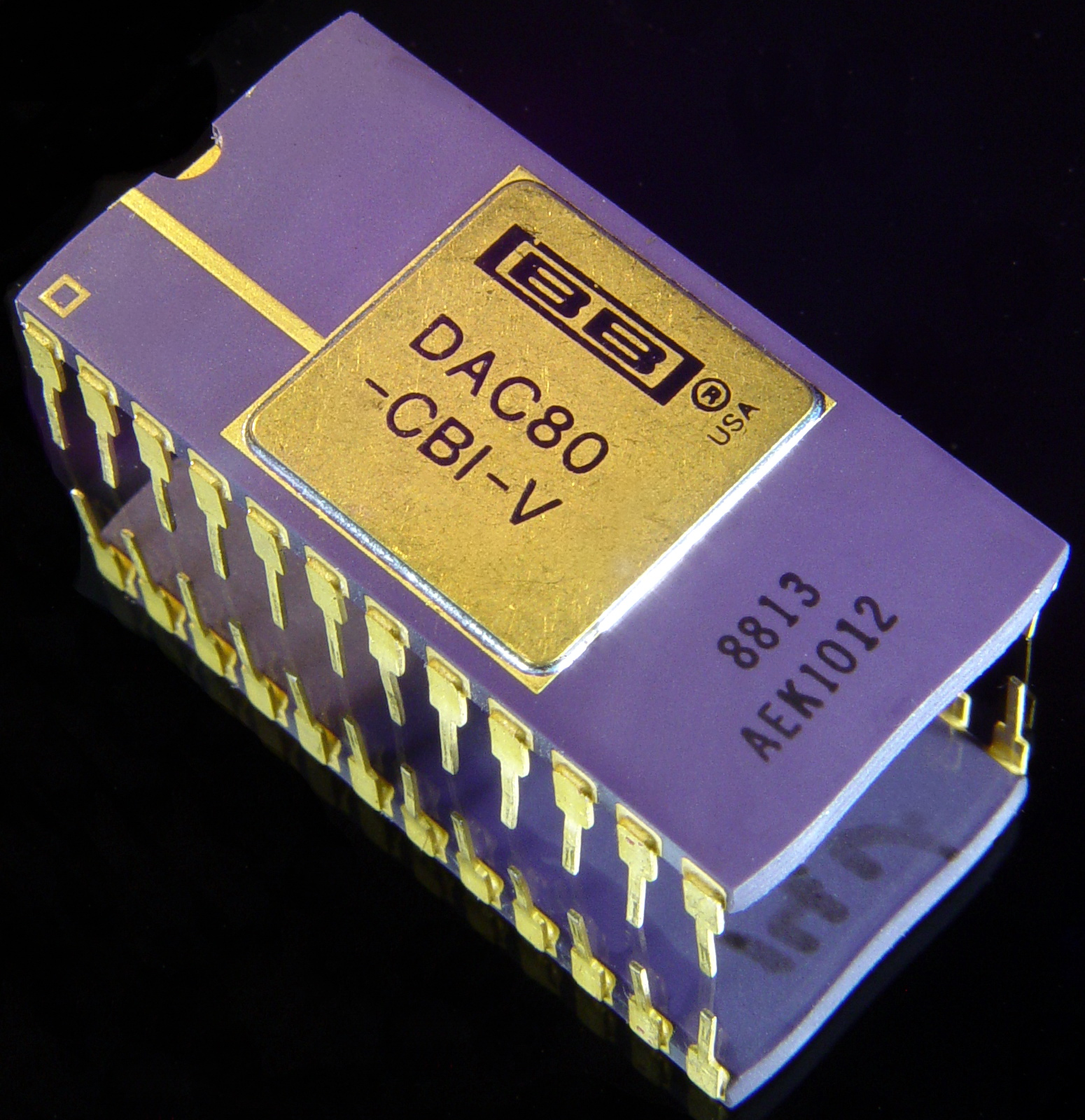
DAC80 Convertor monolitic digital la analogic pe 12-biți fabricat de Burr Brown
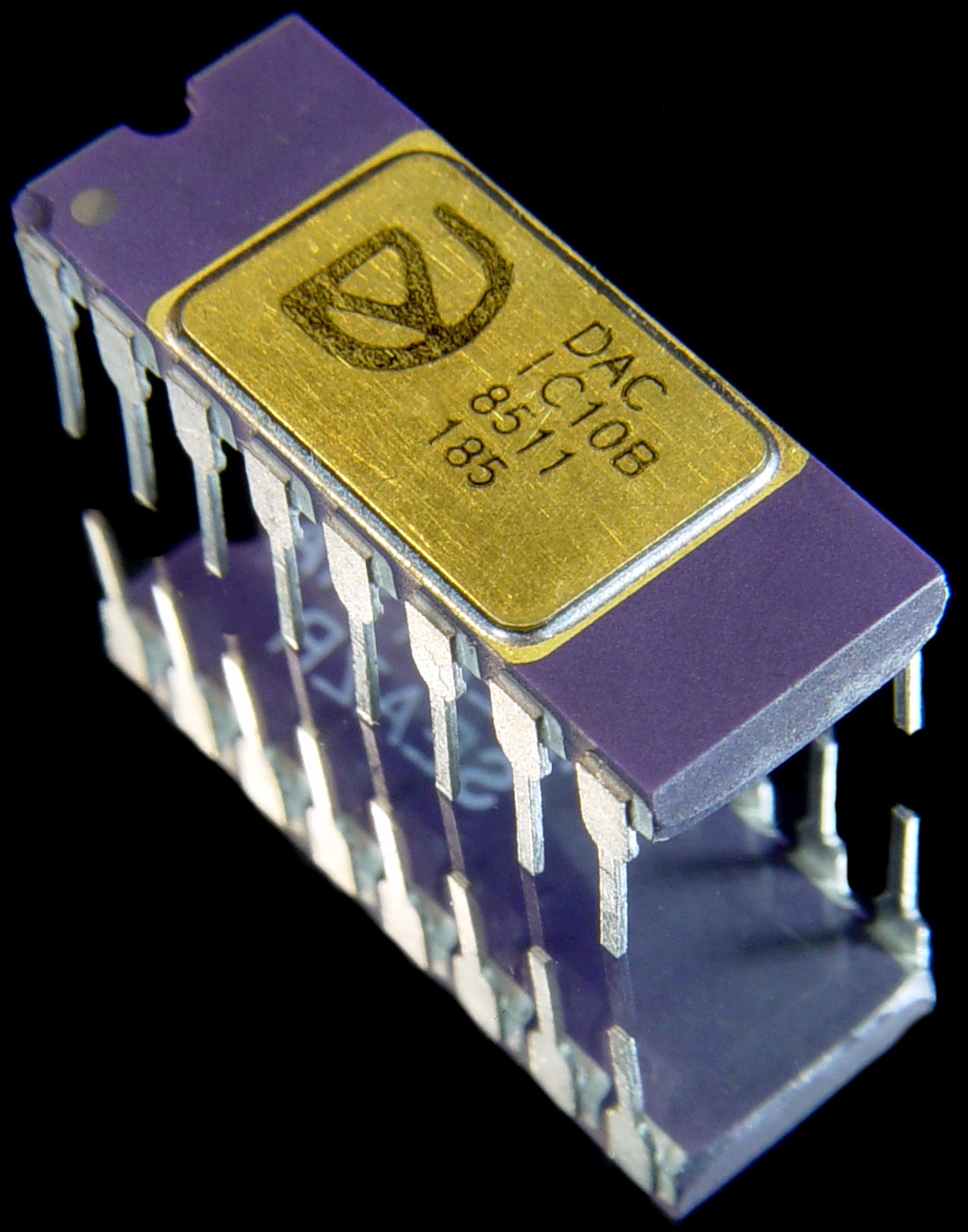
DAC IC10B Convertor digital la analogic pe 10-biți fabricat de DATEL